# 象山集團
象山集團（Wisdom Group）是台灣曾經存在的一個企業集團，創辦人及總裁是江道生，集團成員有道生幼稚園、木喬傳播事業股份有限公司（Filmate International Incorporation）、象山多媒體科技股份有限公司（Power Multimedia Network）等。

## 歷史

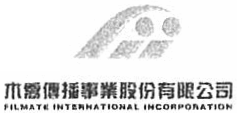
木喬傳播商標

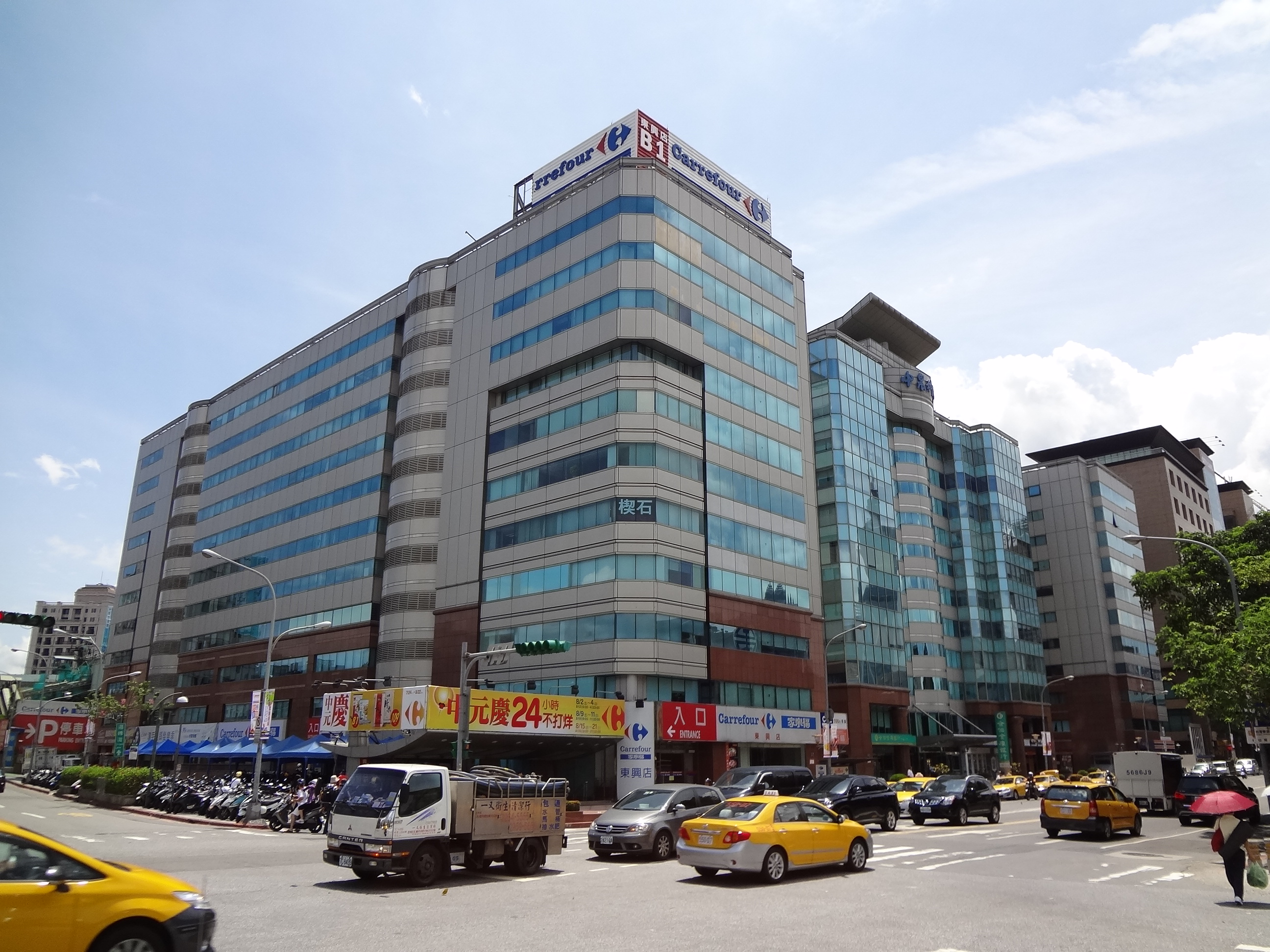
中農科技大樓

1975年6月13日，江道生創辦道生幼稚園，是當時台北市知名的私立幼稚園，所有園區全是象山集團自行經營、自地自建。道生幼稚園巔峰時期，在大台北精華地區共有21家園區，每年學生人數將近九千多人，年營收新台幣十億元以上。1980年代末期，江道生從小型電視節目製作公司開始跨足媒體業。1991年7月26日，木喬傳播成立，專門提供錄影帶給當時還沒有合法化的第四台播送。隨著第四台逐步合法化，木喬傳播曾代理HBO、CNBC等衛星電視頻道，也成立心動頻道。1990年代後期，木喬傳播一年營業額就可以超過新台幣十億元，是象山集團最賺錢的事業體之一；江道生也在此時入主中國農業機械公司（中農機械），取得中農機械一席董事後再慢慢併吞其他股東股份超過60%，再將中農機械改組為中國農業科技公司（中農科技），將中農科技總部設於台北市信義區東興路「中農科技大樓」，自任中農科技董事長。
1994年，木喬傳播取得傳訊電視旗下全部頻道（中天頻道、大地頻道）台灣代理權。1997年1月30日，木喬傳播與中國電視公司（中視）合資成立中視衛星；中視衛星成立之後，HER TV承接心動頻道，同時與木喬家族共17個頻道聯賣。
1999年，江道生挖角不少資深媒體人創立《勁報》，總部設於中農科技大樓。1999年2月27日凌晨5點，江道生與中國國民黨立法委員張慶忠共同買下《自立晚報》，江道生與中國國民黨台北市議員陳政忠簽約，江道生接手經營《自立晚報》。1999年3月25日，《自立晚報》召開董事會，江道生與張慶忠以「各自持股一半」方式共同入主《自立晚報》的生態生變，張慶忠退股，江道生無力吃下張慶忠股權；於是江道生退出《自立晚報》，張慶忠全數購入江道生股權而接手經營《自立晚報》。
1999年6月9日，象山多媒體成立。
2000年，象山集團透過旗下公司勁悅廣播（Power Radio）收購人人廣播，總部遷入中農科技大樓。2000年底，和信企業團將傳訊電視經營權賣給象山集團，傳訊電視總部遷入中農科技大樓。2000年12月18日，象山集團舉辦四大媒體事業群啟動宣示記者會；木喬傳播總經理江永慶（江道生之弟）在記者會中，主動針對象山集團併購傳訊電視的疑慮，反覆強調象山集團很有誠意想要辦好媒體，「象山有關於媒體經營的想法，雖然最後裁量權是（在）我哥哥，但是最初的想法是從我開始的。」
2001年6月7日，中視衛星董事會通過改名為「勁道數位電視股份有限公司」（Power TV），意味著象山集團與中視畫清界限。
2001年7月26日，「象山集團媒體總部」成立於中農科技大樓，中華民國副總統呂秀蓮、親民黨主席宋楚瑜、行政院大陸委員會主任委員蔡英文應邀出席成立典禮。
2001年9月17日上午，納莉颱風帶來的達到「四百年防洪頻率」（平均每四百年才會發生一次）的洪水淹沒中農科技大樓1樓與地下3層樓，勁道數位電視停播2日，中華電視公司（華視）緊急挪出兩個攝影棚給勁道數位電視使用；2001年9月19日，中天新聞台於11:00復播，中天資訊台於17:00復播。
2002年2月20日，《勁報》宣布同月21日停刊，員工全部資遣。2002年6月，由於象山集團無力經營勁道數位電視，中國時報系入主勁道數位電視，勁道數位電視改組為「中天電視股份有限公司」。江道生就此銷聲匿跡，象山集團走入歷史。2007年7月12日，木喬傳播解散。2010年1月6日，象山多媒體解散。2011年8月4日，象山多媒體清算完結。
2018年10月，江道生家族透過旗下公司「國驥股份有限公司」買下台北市大安區豪宅「新鑽石大樓」，總價新台幣1.06億元，當蔡英文的鄰居。